# Kuopio Steelers 2019
Questa voce raccoglie le informazioni riguardanti i Kuopio Steelers nelle competizioni ufficiali e amichevoli della stagione 2019.

## Maschile

### Prima squadra

#### Amichevoli
| Reykjavík 11 maggio 2019 | Reykjavík Einherjar | 28 – 42 | Kuopio Steelers | Egilshöll |

#### Vaahteraliiga 2019

##### Stagione regolare
| Helsinki 31 luglio 2019, ore 18:30 1ª giornata | Helsinki Roosters | 34 – 43 (14-0 14-25 0-6 6-12) referto | Kuopio Steelers | Velodromo di Helsinki (675 spett.)\| Arbitro: \| V. Lamminsalo \| |
| Arbitro:                                       | V. Lamminsalo     |                                       |                 |                                                                   |

| Porvoo 8 agosto 2019, ore 16:30 2ª giornata | Porvoon Butchers | 21 – 48 (7-13 7-7 7-20 0-8) referto | Kuopio Steelers | Porvoon Keskuskenttä (499 spett.)\| Arbitro: \| V. Lamminsalo \| |
| Arbitro:                                    | V. Lamminsalo    |                                     |                 |                                                                  |

| Kuopio 15 agosto 2019, ore 16:30 3ª giornata | Kuopio Steelers | 70 – 6 (19-6 23-0 14-0 14-0) referto | Helsinki Wolverines | Väinölänniemen stadion (596 spett.)\| Arbitro: \| M. Makarainen \| |
| Arbitro:                                     | M. Makarainen   |                                      |                     |                                                                    |

| Seinäjoki 22 agosto 2019, ore 16:30 4ª giornata | Seinäjoki Crocodiles | 14 – 7 (0-7 7-0 0-0 7-0) referto | Kuopio Steelers | Seinäjoen Keskuskenttä (574 spett.)\| Arbitro: \| J. Seppelin \| |
| Arbitro:                                        | J. Seppelin          |                                  |                 |                                                                  |

| Kuopio 28 agosto 2019, ore 18:30 5ª giornata | Kuopio Steelers | 55 – 30 (21-0 14-3 13-6 7-21) referto | Wasa Royals | Väinölänniemen stadion (625 spett.)\| Arbitro: \| J. Seppelin \| |
| Arbitro:                                     | J. Seppelin     |                                       |             |                                                                  |

#### Playoff
| Kuopio 5 settembre 2019, ore 16:30 Semifinale | Kuopio Steelers | 35 – 13 (7-0 14-7 14-0 0-6) referto | Seinäjoki Crocodiles | Väinölänniemen stadion (713 spett.)\| Arbitro: \| V. Lamminsalo \| |
| Arbitro:                                      | V. Lamminsalo   |                                     |                      |                                                                    |

| Lahti 12 settembre 2019, ore 17:00 Vaahteramalja | Kuopio Steelers                                                                       | 21 – 0 (21-0 0-0 0-0 0-0) referto | Helsinki Wolverines | Lahden Stadion (1304 spett.)\| Arbitri: \| V. Lamminsalo M. Immonen J. Lehtinen J. Kalliokoski J. Bruun J. Seppelin J. Karppinen \| |
| Arbitri:                                         | V. Lamminsalo M. Immonen J. Lehtinen J. Kalliokoski J. Bruun J. Seppelin J. Karppinen |                                   |                     | |

### Statistiche di squadra
| Competizione      | %Vittorie | In casa | In casa | In casa | In casa | In casa | In casa | In trasferta | In trasferta | In trasferta | In trasferta | In trasferta | In trasferta | Totale | Totale | Totale | Totale | Totale | Totale |
| Competizione      | %Vittorie | G       | V       | N       | P       | Pf      | Ps      | G            | V            | N            | P            | Pf           | Ps           | G      | V      | N      | P      | Pf     | Ps     |
| ----------------- | --------- | ------- | ------- | ------- | ------- | ------- | ------- | ------------ | ------------ | ------------ | ------------ | ------------ | ------------ | ------ | ------ | ------ | ------ | ------ | ------ |
| Amichevoli        | 1.000     | 0       | 0       | 0       | 0       | 0       | 0       | 1            | 1            | 0            | 0            | 42           | 28           | 1      | 1      | 0      | 0      | 42     | 28     |
| Stagione regolare | .750      | 2       | 2       | 0       | 0       | 125     | 36      | 3            | 2            | 0            | 1            | 98           | 69           | 12     | 9      | 0      | 3      | 489    | 369    |
| Playoff           | .500      | 1       | 1       | 0       | 0       | 21      | 17      | 1            | 0            | 0            | 1            | 6            | 50           | 2      | 1      | 0      | 1      | 27     | 67     |
| Totale            | .733      | 4       | 4       | 0       | 0       | 181     | 49      | 3            | 2            | 0            | 1            | 98           | 69           | 15     | 11     | 0      | 4      | 558    | 464    |

### Statistiche personali

#### Marcatori
| Giocatore    | Ruolo | TD rush | TD recv | TD int | TD p.ret | TD k.ret | TD oth | Xp1 | Xp2 | FG  | Saf | Totale |
| ------------ | ----- | ------- | ------- | ------ | -------- | -------- | ------ | --- | --- | --- | --- | ------ |
| G. Johnson   |       | 27      | 2       | 0      | 0        | 1        | 0      | 0   | 3   | 0   | 0   | 186    |
| Ndongo       |       | 1       | 12      | 0      | 0        | 0        | 0      | 0   | 0   | 0   | 0   | 78     |
| Ojainväli    |       | 0       | 0       | 0      | 0        | 0        | 0      | 49  | 0   | 1   | 0   | 52     |
| Vilpponen    |       | 0       | 6       | 0      | 0        | 0        | 0      | 0   | 1   | 0   | 0   | 38     |
| Jauhiainen   |       | 0+0     | 3+2     | 0+0    | 0+0      | 0+0      | 0+0    | 1+3 | 0+0 | 0+0 | 0+0 | 34     |
| Paananen     |       | 0+0     | 4+1     | 0+0    | 0+0      | 0+0      | 0+0    | 0+0 | 0+0 | 0+0 | 0+0 | 30     |
| Peters       |       | 4       | 0       | 0      | 0        | 0        | 0      | 0   | 0   | 0   | 0   | 24     |
| J. Vaisanen  |       | 0       | 4       | 0      | 0        | 0        | 0      | 0   | 0   | 0   | 0   | 24     |
| Lindstén     |       | 1+0     | 0+1     | 0+0    | 0+0      | 0+0      | 0+0    | 0+0 | 0+0 | 0+0 | 0+0 | 12     |
| A. Uotila    |       | 2       | 0       | 0      | 0        | 0        | 0      | 0   | 0   | 0   | 0   | 12     |
| Kaczocha     |       | 0       | 0       | 1      | 0        | 0        | 0      | 0   | 0   | 0   | 0   | 6      |
| K. Keranen   |       | 0       | 1       | 0      | 0        | 0        | 0      | 0   | 0   | 0   | 0   | 6      |
| Pinheiro     |       | 0       | 0       | 1      | 0        | 0        | 0      | 0   | 0   | 0   | 0   | 6      |
| S. Sinkkonen |       | 1       | 0       | 0      | 0        | 0        | 0      | 0   | 0   | 0   | 0   | 6      |
| Hayden       |       | 0       | 0       | 0      | 0        | 0        | 0      | 0   | 0   | 0   | 1   | 2      |

#### Passer rating
| Giocatore   | G    | Att    | Comp   | Int | Yds      | TD   | NFL    | NCAA   |
| ----------- | ---- | ------ | ------ | --- | -------- | ---- | ------ | ------ |
| Peters      | 11+2 | 297+58 | 182+34 | 6+2 | 2669+295 | 31+4 | 111,05 | 159,01 |
| G. Johnson  | 1    | 25     | 11     | 1   | 135      | 1    | 57,92  | 94,56  |
| J. Vaisanen | 3    | 12     | 4      | 1   | 21       | 0    | 7,64   | 31,37  |
| H. Paananen | 0+1  | 0+1    | 0+0    | 0+1 | 0+0      | 0+0  |        |        |

### Seconda squadra

#### II-divisioona 2019

##### Stagione regolare
| Oulu 9 giugno 2019, ore 13:00 1ª giornata | Oulu Northern Lights | 20 – 0 | Kuopio Steelers Veljmiehet | Castrenin urheilukeskus |

| Kuopio 15 giugno 2019, ore 12:00 2ª giornata | Kuopio Steelers Veljmiehet | 0 – 53 | Rovaniemi Nordmen | Väinölänniemen stadion |

| Kuopio 29 giugno 2019, ore 18:00 3ª giornata | Kuopio Steelers Veljmiehet | 8 – 13 | Jyväskylä Jaguars | Rauhalahden jalkapallokenttä |

| Jyväskylä 6 luglio 2019, ore 14:00 4ª giornata | Hyvinkää Falcons | 13 – 6 | Kuopio Steelers Veljmiehet | Viitaniemen kenttä |

| Rovaniemi 20 luglio 2019, ore 16:00 6ª giornata | Rovaniemi Nordmen | 37 – 0 | Kuopio Steelers Veljmiehet | Susivouti |

| Kuopio 10 agosto 2019, ore 15:00 7ª giornata | Kuopio Steelers Veljmiehet | 0 – 39 | Oulu Northern Lights | Rauhalahden jalkapallokenttä |

| Jyväskylä 17 agosto 2019, ore 16:15 8ª giornata | Jyväskylä Jaguars | 29 – 6 | Kuopio Steelers Veljmiehet | Viitaniemen kenttä |

### Statistiche di squadra
| Competizione      | %Vittorie | In casa | In casa | In casa | In casa | In casa | In casa | In trasferta | In trasferta | In trasferta | In trasferta | In trasferta | In trasferta | Totale | Totale | Totale | Totale | Totale | Totale |
| Competizione      | %Vittorie | G       | V       | N       | P       | Pf      | Ps      | G            | V            | N            | P            | Pf           | Ps           | G      | V      | N      | P      | Pf     | Ps     |
| ----------------- | --------- | ------- | ------- | ------- | ------- | ------- | ------- | ------------ | ------------ | ------------ | ------------ | ------------ | ------------ | ------ | ------ | ------ | ------ | ------ | ------ |
| Stagione regolare | .000      | 3       | 0       | 0       | 3       | 8       | 105     | 4            | 0            | 0            | 4            | 12           | 99           | 7      | 0      | 0      | 7      | 20     | 204    |
| Totale            | .000      | 3       | 0       | 0       | 3       | 8       | 105     | 4            | 0            | 0            | 4            | 12           | 99           | 7      | 0      | 0      | 7      | 20     | 204    |